# Arnaldo Babaribô
Arnaldo Babaribô (Bahia - , São João de Meriti/RJ, 1959), como era conhecido  Arnaldo de Souza, foi alufá ibomina malê da religiosidade afro-brasileira. Axé Ibomina Malê. 

## Vida religiosa
Na Bahia, Arnaldo de Souza fora iniciado por seu primo-irmão, Procópio Xavier de Souza, para Oxalá ibo (Obatalá). De seu sacerdote (aboré) recebera o orucó Babaribô.
Segundo informes de cunho popular, Arnaldo Bararibô foi iniciado religiosamente por Procópio d'Ogum no candomblé que era dirigido por Manoel do Ogum, popularmente conhecido pelo epíteto de Manoel da Caixa d’Água - Salvador/ Bahia. Manoel do Ogum era filho de santo de Procópio. Tal fato ocorreu dessa forma, em face de Babaribô ser o primeiro neófito na casa de Manoel da Caixa d’Água, obedecendo dessa forma a um dos dogmas do candomblé, que diz: "O primeiro noviço(a) de um sacerdote deve sempre ser iniciado(a) por quem iniciou este".
Na época que Babaribô saiu da Bahia, havia muita perseguição às casas de culto aos orixás e afins. Desempregado, ele foi para o Rio de Janeiro tentar trabalho e uma vida melhor, em companhia de Maria Sabina dos Santos (Sabina de Omolu), a qual, posteriormente, assessorou-o como ojubonã (mãe-criadeira) a vários noviços.
No Rio, no início do século XX, instalou-se próximo à Pedra do Sal. Arnaldo fora recebido por Theóphilo Marcelino Pereira, "o fiel do cais do porto". Este senhor era ogã do Ilê Ogunjá e marido de Davina Maria Pereira. Como ele auxiliava alguns baianos recém-chegados, levou Arnaldo para trabalhar no cais do porto. Algum tempo depois, o Arnaldo Babaribô mudou-se para o Estácio (Morro de São Carlos), onde edificou o templo em homenagem a Obatalá (Ilê Oxalufã), iniciando nesse local poucos noviços. Posteriormente, mudou-se para a Praça Onze, e, em caráter definitivo, para a Rua Maria Lucinda, 200, bairro Vila Tiradentes, em São João de Meriti, onde deu continuidade ao Ilê Oxalufã. Em São João de Meriti, ele, que era bastante reservado, iniciou religiosamente apenas 16 noviços.
Babaribô, como seu sacerdote e sua linhagem religiosa africana, não era filiado a nenhum axé fundado na Bahia. Conforme seus mais velhos, dava seguimento aos ensinamentos étnicos africanos aprendidos.
O alufá malê Arnaldo Babaribô, sacerdote iniciado e pertencente ao Axé Ibomina Malê, faleceu em 1959. 